# La guerra privata del maggiore Benson
La guerra privata del maggiore Benson (The Private War of Major Benson) è un film del 1955 diretto da Jerry Hopper con Charlton Heston.

## Trama
Il Maggiore Barney Benson è costretto a prendersi cura delle giovanissime reclute del Junior Reserve Officers' Training Corps. Inizialmente riluttante, col tempo si affezionerà ai ragazzi.

## Riconoscimenti
- Bob Mosher e Joe Connelly sono stati nominati all'Oscar al miglior soggetto